# (6068) Brandenburg
(6068) Brandenburg (1990 TJ2) – planetoida z grupy pasa głównego asteroid okrążająca Słońce w ciągu 5,3 lat w średniej odległości 3,04 j.a. Odkryta 10 października 1990 roku.